# Cynips schlechtendali
Cynips schlechtendali is een vliesvleugelig insect uit de familie van de echte galwespen (Cynipidae). De wetenschappelijke naam van de soort is voor het eerst geldig gepubliceerd in 1901 door Jean-Jacques Kieffer als Dryophanta schlechtendali.
De taxonomische status van C. schlechtendali is onzeker. Het is mogelijk een synoniem van Cynips divisa. Alfred Kinsey betwijfelde in zijn studie uit 1930 of dit wel een aparte soort was of eerder een biseksuele vorm van C. agama of C. divisa, of een synoniem van een van de andere soorten. Hij wees erop dat Kieffer het insect niet eens zelf gezien had, maar de soort als nieuw had benoemd omdat ze volgens Schlechtendal verschilde van Dryophanta verrucosa door haar donkergele poten. Kinsey wees erop dat de poten van D. verrucosa en D. similis ook matgeel en in zekere mate donker waren, en dat het niet mogelijk was om op deze basis een onderscheid in soorten te maken.